# Südstadt (Bonn)
Die Südstadt ist ein Ortsteil der Bundesstadt Bonn im gleichnamigen Stadtbezirk mit etwa 10.000 Einwohnern. Südlich des Zentrums gelegen, wird der Ortsteil durch Regina-Pacis-Weg, Poppelsdorfer Allee, Reuterstraße, Kaiserstraße, Weberstraße und Rhein begrenzt. Sie ist auch als Bonner Talviertel bekannt, die südöstlichen Ausläufer der Südstadt gehören zum Ortsteil Gronau.

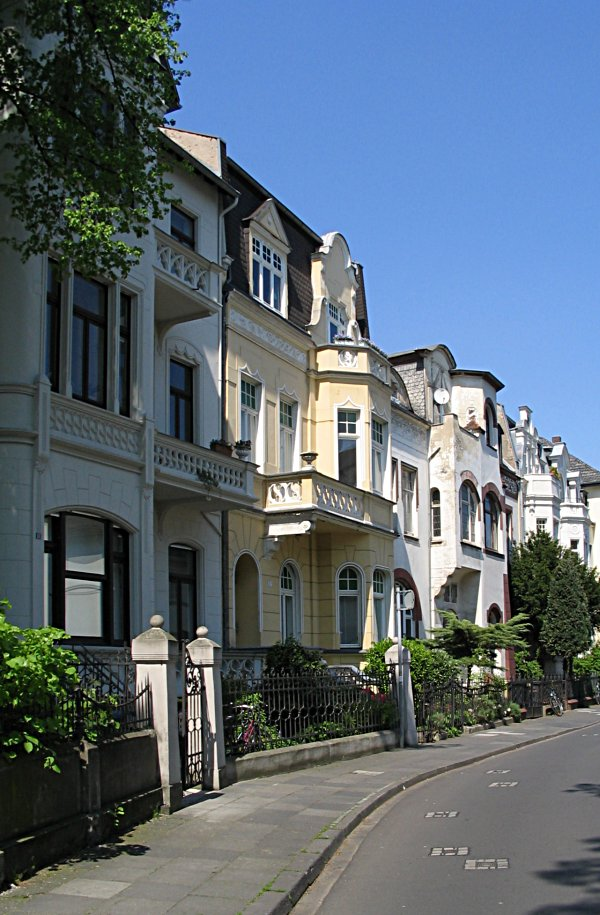
Gründerzeithäuser in der Südstadt, Venusbergweg

Zusammen mit der Bonner Weststadt wird die Südstadt oft als das größte zusammenhängende (und erhaltene) Gründerzeitviertel in Deutschland bezeichnet. Zu ihren Architekten gehören unter anderem Anton Becker, Anton Butscheidt, Max Cronenberg, Carl Edler, Hermann Schmitt und Wilhelm Weinreis. In der Südstadt wohnen viele Studenten sowie Familien mit Kindern. Daneben gibt es viele Verbindungshäuser. Die vielen Restaurants und Kneipen tragen zum Wohnwert und zur Beliebtheit des stark durchgrünten Stadtviertels bei.
Besonders hervorzuheben ist die katholische St. Elisabeth-Kirche, die im Stil des Historismus als neoromanische Basilika erbaut wurde. Die evangelische Entsprechung ist die Luther-Kirche an der Reuterstraße.

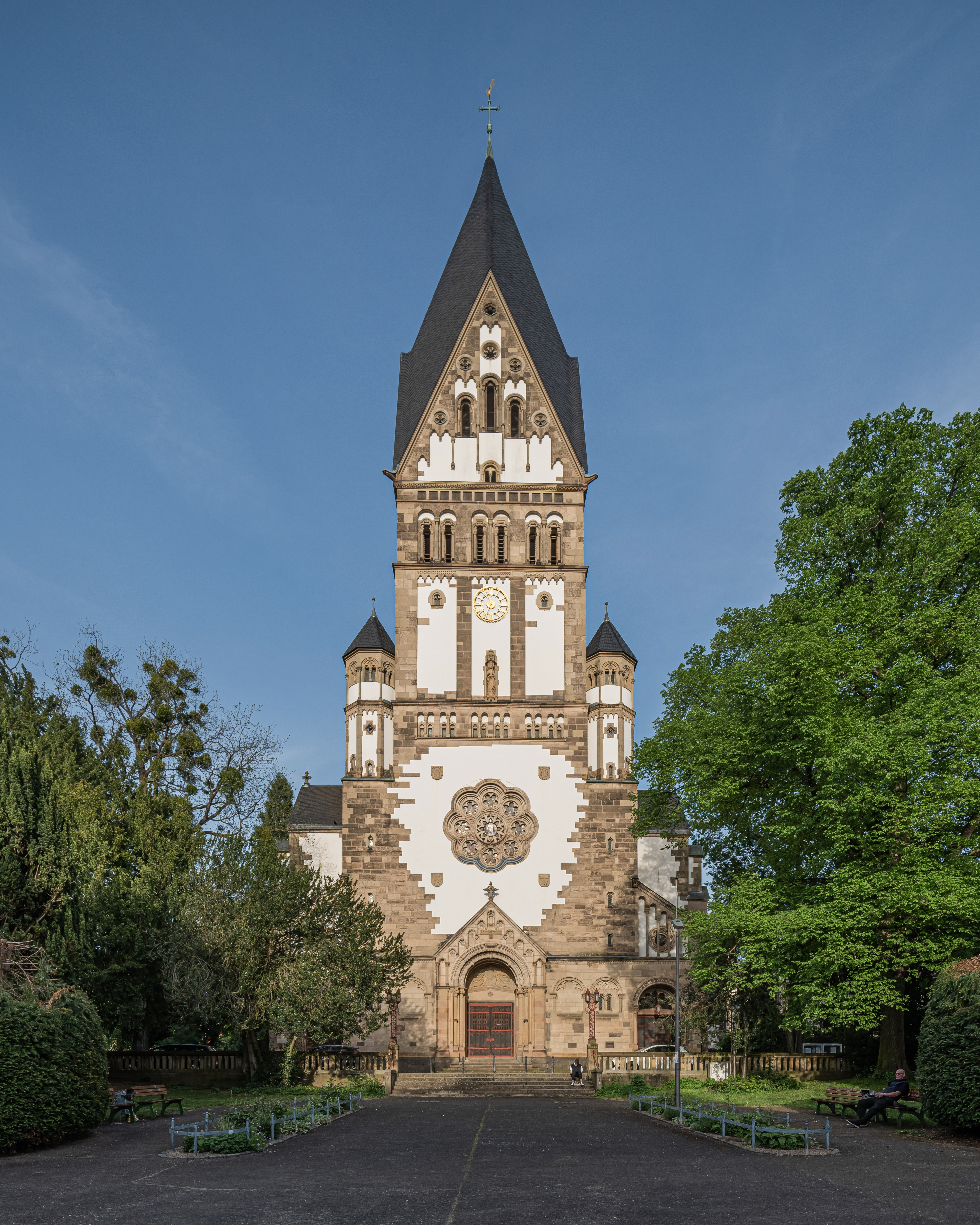
Elisabethkirche

Die Südstadt wird von der vielbefahrenen linken Rheinstrecke durchschnitten, was den Ursprung der Bonner Redensart „Entweder et räänt oder de Barrier is eraff“ (entweder regnet es oder die Schranke ist geschlossen) darstellt, die zu Hauptstadtzeiten durch den Zusatz ergänzt wurde „un wenn beidet zesammekütt, es Staatsbesooch“ („und wenn beides zusammenfällt, ist Staatsbesuch“).
Zu den stadtteilprägenden Grünanlagen zählen die Poppelsdorfer Allee, der Stadtgarten und vor allem der Hofgarten, in den 1980er-Jahren durch politische Großdemonstrationen deutschlandweit bekannt geworden.

## Bildung
Im östlichen Teil der Südstadt befinden sich einige Gebäude der Rheinischen Friedrich-Wilhelms-Universität Bonn, insbesondere die Institute der Rechts- und Staatswissenschaftlichen Fakultät, die Universitäts- und Landesbibliothek, das Studentenwerk, das Akademische Kunstmuseum und das Arithmeum. Als weiteres Museum befindet sich das Ernst-Moritz-Arndt-Haus, das ehemalige Wohnhaus Ernst Moritz Arndts, in der Südstadt. Heute ist es eine Zweigstelle des Bonner Stadtmuseums
.
In der Südstadt gibt es eine hohe Dichte an Gymnasien:
- Beethoven-Gymnasium Bonn
- Clara-Schumann-Gymnasium
- Erzbischöfliche Liebfrauenschule Bonn (Mädchengymnasium)

Außerdem befindet sich in der Simrockstraße die Hochschule der Sparkassen-Finanzgruppe.

## Kaserne

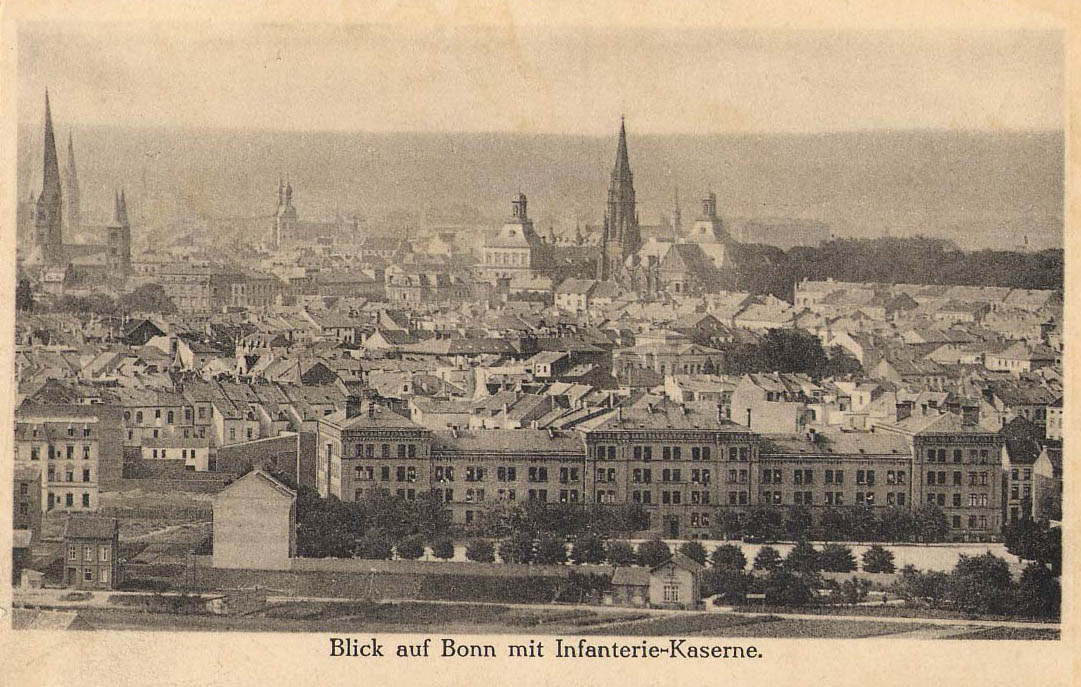
Die Ermekeilkaserne vom Venusberg gesehen um 1900

Umgeben von Wohnhäusern liegt mitten in der Südstadt die Ermekeilkaserne. Die ältesten Bauten der für die preußische Armee errichteten Kaserne entstanden bereits 1880 im historistischen Baustil.
Begrenzt von den Straßen Bonner Talweg, Reuterstraße, Ermekeilstraße und Argelanderstraße umfasst sie eine Gesamtfläche von insgesamt 24.000 m². Trotz dieser großen Gesamtfläche sind auffallend in erster Linie das große braune Mannschafts- sowie das rote Stabsgebäude, ein wilhelminischer Bau aus dem Jahre 1904.
Die Ermekeilkaserne gilt als die Geburtsstätte der Bundeswehr. Seit dem 17. Juni 2013 wird die Kaserne nicht mehr militärisch genutzt. Seit 1. August 2015 wird ein Teil der Ermekeilkaserne als Flüchtlingsnotunterkunft des Landes Nordrhein-Westfalen für mindestens drei Jahre genutzt und ist 2020 noch als solche aktiv.

## Sport
Seit 2011 gibt es im Ortsteil den Fußballverein 1. FC Südstadt-Bonn e. V. Der Verein, der mit zwei Mannschaften in der Kreisliga Bonn vertreten ist, spielt und trainiert allerdings im Ortsteil Endenich, da es in der Südstadt selbst keinen Fußballplatz gibt.

## Trivia
Das populäre rheinische Volkslied Villa Billa von Willi Ostermann spielt u. a. auf eine Villa in der Südstadt an, jedoch ist im Liedtext von Poppelsdorf die Rede. Die Villa wurde 1938 abgerissen.